# Товария
Товария (лат. Tovaria) — род цветковых растений, единственный в семействе Товариевые (лат. Tovariaceae). Содержит 2 вида. Назван в честь испанского врача и ботаника Симона де Товара (1528—1596), исследовавшего флору Америки.

## Ареал
Товария — неотропическое растение. Обитает в Центральной и Южной Америке, Вест-Индии и Ямайке.

## Ботаническое описание

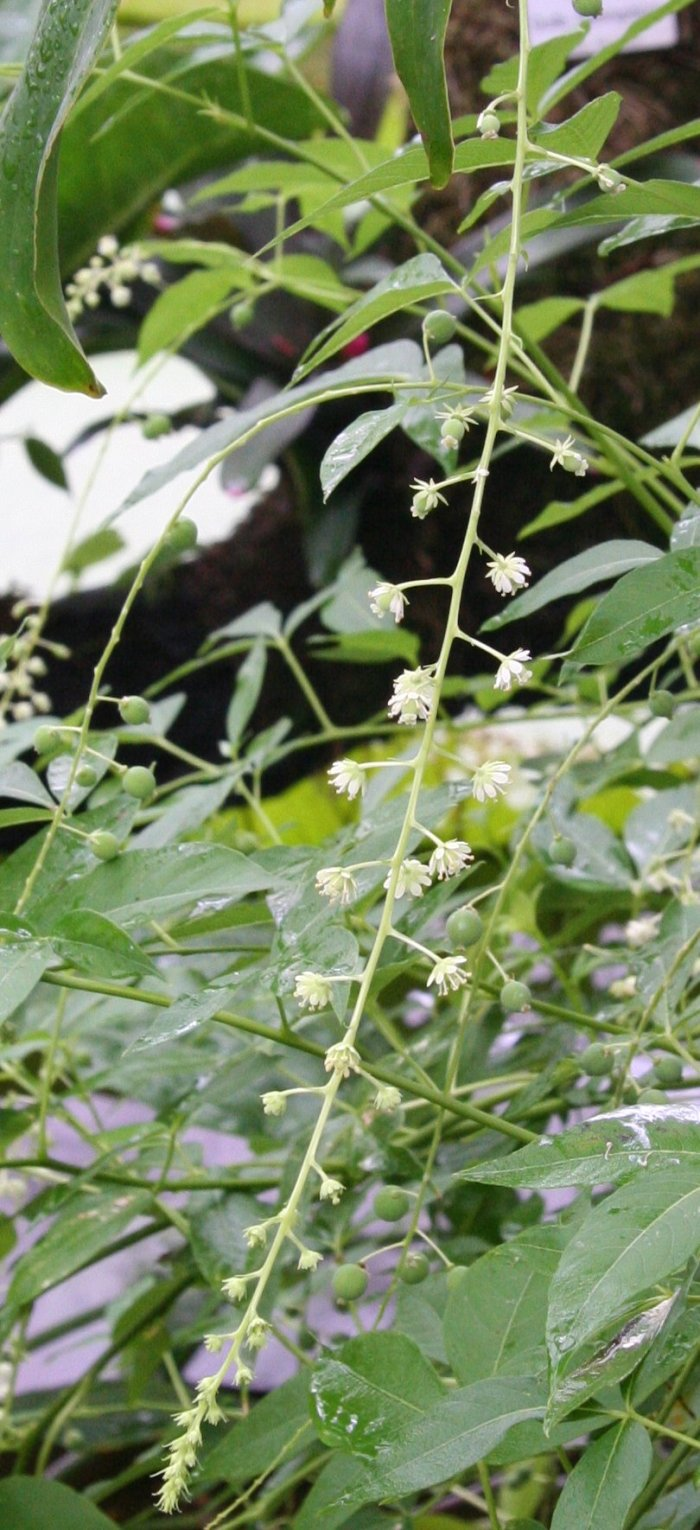
Tovaria pendula

Однолетние или многолетние травы, полукустарники или кустарники. Листья очерёдные, цельнокрайные, ароматные, без прилистников. Устьичный аппарат парацитного типа. Вторичное утолщение осуществляется за счёт деятельности камбия. В ксилеме присутствуют волокна либриформа. Растения однодомные. Соцветия — конечные удлинённые многоцветковые кисти. Свободный гипантий отсутствует. Околоцветник двойной, венчик и чашечка отделены друг от друга. Тычинки фертильные, свободные, пыльники прикреплены у основания (стреловидные). Гинецей синкарпный. Плод — мясистая ягода. Семена мелкие, с хорошо развитым эндоспермом, богатым жирами. Зародыш хорошо дифференцирован, имеется 2 семядоли.

## Виды
По информации базы данных The Plant List (на июль 2016), род включает 2 вида:
- Tovaria diffusa (Macfad.) Fawc. & Rendle
- Tovaria pendula Ruiz & Pav.